# Siliqua media
Siliqua media är en musselart. Siliqua media ingår i släktet Siliqua och familjen knivmusslor. Inga underarter finns listade i Catalogue of Life.